# أنسون ديكنسون
أنسون ديكنسون (بالإنجليزية: Anson Dickinson)‏ هو رسام أمريكي، ولد في 19 أبريل 1779 في Milton Center Historic District ‏ في الولايات المتحدة، وتوفي بنفس المكان في 9 مارس 1852.